# Lavinia (Manitoba)
Pour les articles homonymes, voir Lavinia (homonymie).
Lavinia est une communauté non incorporée du Manitoba située dans l'ouest de la province et faisant partie de la municipalité rurale de Hamiota.